# Katie Lohmann
Pour les articles homonymes, voir Lohmann.
Miriam Gonzalez Crista Nicole
Katie Lohmann, née le 29 janvier 1980 à Scottsdale (Arizona), est une mannequin et actrice américaine. Elle a été playmate dans l'édition d'avril 2001 de Playboy.
Elle fit une première apparition dans le magazine en décembre 1999 dans un article relatif à la recherche de la playmate de l'an 2000. Elle y était présentée comme une masseuse kinésithérapeute âgée de 19 ans. Pendant ses études elle était la seule fille de son établissement à pratiquer la lutte.

## Apparitions dans les numéros spéciaux dePlayboy
- Playboy's Playmate Review  2002 - pages 28-33.
- Playboy's Blondes, Brunettes & Redheads  Avril 2002— pages 14-15.
- Playboy's Playmates in Bed 2003 - pages 3, 34-37.
- Playboy's Nude Playmates  Avril 2004 — pages 2, 58-61.
- Playboy's Nude Playmates 2008 — pages 62-65.
- Playboy's Big Boobs & Hot Buns  14 octobre 2008 — page 42.
- Playboy's Nude Playmates fin 2008 — pages 56-59.

## Filmographie
- Dahmer vs. Gacy (2010)
- Love Shack (2010)
- Reno 911, n'appelez pas ! (épisodes, 2003-2008)
- 7-10 Split (2007)
- Room 6 (2006)
- Halfway Decent (2005)
- According to Jim (1 épisode, 2005)
- Detective (2005) (TV)
- Creating America's Next Hit Television Show (épisodes, 2004-2005)
- The John Henson Project (1 épisode, 2004)
- Sexy Movie (2003)
- Headache (2003)
- Dorm Daze (2003)
- Nip/Tuck (1 épisode, 2003)
- Monk (1 épisode, 2003)
- The Mummy's Kiss (2003)
- Dark Wolf (2003)
- The Hot Chick (2002)
- Auto Focus (2002)
- The First $20 Million Is Always the Hardest (2002)
- The Model Solution (2002)
- Madame Hollywood (2002)
- Embrace the Darkness II (2002)
- S Club 7 à Hollywood (1 épisode, 2001)
- Dead Sexy (2001)
- Bubble Boy (2001)
- A.I. Intelligence artificielle (2001)
- Tomcats (2001)
- Knight Club (2001)
- Hot Body Competition: Beverly Hills Naked Cheerleaders Contest (2001)
- Slammed (2001)
- Sex Court: The Movie (2001)
- Talk Sex (2001)
- Rude Awakening (1 épisode, 2000)
- Hot Club California (1999)